# Rediscovered
Rediscovered (estilizado: ReDISCOver(ed)) es un álbum tributo de la banda alemana de heavy metal Axxis y fue lanzado al mercado en 2012 por Phonotraxx Publishing en formato de disco compacto.

## Grabación
Este disco fue grabado y mezclado en 2012 en el estudio personal de Axxis: Soundworxx Studios, ubicado en la localidad de Bergkamen, Renania del Norte-Westfalia, Alemania. Rediscovered fue masterizado en el estudio House of Audio en Karldorf, en el estado de Turingia. Fue producido por Bernhard Weiss y Harry Oellers.

## Contenido
La versión normal enlista trece temas de varios artistas como Yes, Bee Gees, Billy Idol, Phil Collins, The Police, Jethro Tull y Opus, por mencionar algunos.  La edición original contiene como tema extra «I Was Made for Lovin' You» de la banda estadounidense de hard rock Kiss.
El 30 de noviembre de 2012 fueron puestas a la venta en tiendas en línea cinco temas adicionales de este mismo álbum.

## Significado del nombre
Según Axxis, el nombre fue elegido por lo que la banda quería expresar en este álbum.
ReDISCOver(ed) es un juego de palabras que dividiéndola resulta lo siguiente: Re de retro (retroactivo), DISCO de la música disco, discover que significa descubrir en español y cover de versión.

## Lista de canciones

### Versión original de disco compacto
| Side one |                                                                        |                                                                                      |          |  |
| N.º      | Título                                                                 | Escritor(es)                                                                         | Duración |  |
| 1.       | «Owner of a Lonely Heart» (version de Yes)                             | Jon Anderson / Chris Squire / Trevor Horn / Trevor Rabin                             | 5:22     |  |
| 2.       | «Ma Baker» (versión de Boney M.)                                       | Frank Farian / Fred Jay / George Reyam                                               | 4:27     |  |
| 3.       | «Stayin' Alive» (versión de Bee Gees)                                  | Barry Gibb / Maurice Gibb / Robin Gibb                                               | 4:18     |  |
| 4.       | «Die Roboter» (versión de Kraftwerk)                                   | Ralf Hütter / Florian Schneider / Karl Bartos                                        | 4:04     |  |
| 5.       | «White Wedding» (versión de Billy Idol)                                | Billy Idol                                                                           | 3:26     |  |
| 6.       | «Another Day in Paradise» (versión de Phil Collins)                    | Phil Collins                                                                         | 4:33     |  |
| 7.       | «Message in a Bottle» (versión de The Police)                          | Sting                                                                                | 4:25     |  |
| 8.       | «Locomotive Breath» (versión de Jethro Tull)                           | Ian Anderson                                                                         | 3:55     |  |
| 9.       | «Live is Life» (versión de Opus)                                       | Ewald Pfleger / Kurt Rene Plisnier / Gunter Grasmuck / Niki Gruber / Herwig Rüdisser | 4:16     |  |
| 10.      | «Somebody to Love» (versión de The Great Society y Jefferson Airplane) | Darby Slick                                                                          | 3:05     |  |
| 11.      | «Don't Bring Me Down» (versión de Electric Light Orchestra)            | Jeff Lynne                                                                           | 4:01     |  |
| 12.      | «My Heart Will Go On» (versión de Céline Dion)                         | James Horner / Will Jennings                                                         | 4:30     |  |

#### Canción extra
| Side one |                                               |                                            |          |  |
| N.º      | Título                                        | Escritor(es)                               | Duración |  |
| 13.      | «I Was Made for Lovin' You» (versión de Kiss) | Paul Stanley / Desmond Child / Vini Poncia | 4:13     |  |

#### Contenido extra digital
| Side one |                                                              |                                            |          |  |
| N.º      | Título                                                       | Escritor(es)                               | Duración |  |
| 14.      | «Carbonara» (versión de Spliff)                              | Herwig Mitteregger                         | 4:16     |  |
| 15.      | «She Drives Me Crazy» (versión de Fine Young Cannibals)      | Roland Gift / David Steele                 | 3:36     |  |
| 16.      | «I Still Haven't Found What I'm Looking For» (versión de U2) | Bono                                       | 4:29     |  |
| 17.      | «Come Back and Stay» (versión de Paul Young)                 | Jack Lee                                   | 5:04     |  |
| 18.      | «Good Times Bad Times» (versión de Led Zeppelin)             | Jimmy Page / John Paul Jones / John Bonham | 2:44     |  |

## Créditos

### Axxis
- Bernhard Weiss — voz principal
- Harry Oellers — teclados
- Marco Wriedt — guitarra
- Rob Schomaker — bajo
- Dirk Brand — batería

### Personal de producción
- Bernhard Weiss — productor y mezclador
- Harry Oellers — productor y mezclador
- Jürgen Lusky — masterizador